# Parafia Najświętszej Maryi Panny Królowej w Łukowej
Parafia Najświętszej Maryi Panny Królowej w Łukowej – parafia rzymskokatolicka, znajdująca się w diecezji kieleckiej, w dekanacie chęcińskim.
Rys historyczny:
Kasztelan czechowski Klemens Niemsza wzniósł w 1408 r. drewniany kościół pw. NMP Dziewicy Chwalebnej w Łukowej. Obecny kościół noszący tytuł NMP Królowej został, wybudowany w latach 1900-1901.
Szlachecka fundacja
Rok 1408 uważa się za początek parafii. Kościół w Łukowej był fundacją szlachecką. W XVI wieku znajdował się w rękach protestantów, odzyskany przez katolików ok. 1638 r. Płynęły lata. Mimo bieżących reperacji – kościół „starością opustoszał…”.
W 1753 r. Anna z Ossolińskich Szaniawska ufundowała nową, niewielką, lecz pełną uroku świątynię pw. Pocieszenia Matki Boskiej, której opis zachował się w parafialnym inwentarzu. Z tego kościoła pozostała m.in. chrzcielnica z marmuru chęcińskiego oraz ołtarze. Tymczasem biednieli proboszczowie i kolatorowie, a wojny i przemarsze wojsk dopełniały ubóstwa. Parafię nazywano „księżym karcerem”, gdyż bieda wypędzała z niej kolejnych proboszczów. Po 1841 r. podjęto wysiłek generalnego remontu kościoła, a ks. Jan Chryzostom Banachiewicz, zachęcany przez okolicznych dziedziców i włościan, marzył o budowie nowej świątyni. Pomógł nieszczęśliwy wypadek: Bierzyński, dziedzic z Ostrowia, samobójczym strzałem odebrał sobie życie. Bezdzietna wdowa złożyła na ręce pasterza diecezji bpa T. Kulińskiego 2 tys. rubli – z myślą o budowie nowego kościoła parafialnego. Energiczny ks. Banachiewicz rozpoczął starania u władz, wdowa Bierzyńska dołożyła kolejne 3 tys. rubli, a potem – już w trakcie zaawansowanych prac – ponad 10 tys. Budowę ukończono w 1901, a w 1902 kościół został poświęcony pw. Przemienienia Pańskiego. Zbudowany był na planie krzyża, z przyległą doń kaplicą Bierzyńskich. Konsekrował go w 1958 r.  bp Jan Jaroszewicz.
W kościele, czyli stare z nowym
W ołtarzu głównym znajduje się obraz MB z Dzieciątkiem z XVII w., na wzór Santa Maria Maggiore, ubrany w sukienkę z 1638 r., pochodzący ze starego kościoła, podobnie jak dwa boczne ołtarze i zabytkowa chrzcielnica. Polichromię w latach 1971-1973 namalował Piotr Wróblewski, wprowadzając oryginalną symbolikę, szczególnie w stacjach Drogi Krzyżowej. Zostały w nią wkomponowane znane postaci z ówczesnej historii Polski i świata – np. Ghandi oraz z realiów lokalnych – m.in. ks. dr Wacław Radosz i miejscowa tercjarka.